# Scorpaenopsis neglecta
El Scorpaenopsis neglecta es un tipo de pez escorpión venenoso que habita en el Indo-Pacífico. Esta especie es común en la plataforma continental en profundidades de hasta 40 m y puede crecer hasta una longitud máxima de 190 mm.